# Deysi Montes de Oca
Deysi Montes de Oca (14 de marzo de 1990) es una deportista dominicana que compitió en taekwondo. Ganó dos medallas en el Campeonato Panamericano de Taekwondo en los años 2008 y 2012.

## Palmarés internacional
| Campeonato Panamericano | Campeonato Panamericano | Campeonato Panamericano | Campeonato Panamericano |
| Año                     | Lugar                   | Medalla                 | Categoría               |
| ----------------------- | ----------------------- | ----------------------- | ----------------------- |
| 2008                    | Caguas (Puerto Rico)    | Medalla de oro          | –72 kg                  |
| 2012                    | Sucre (Bolivia)         | Medalla de plata        | –73 kg                  |